# Altdorfer Straße 9 (Feucht)

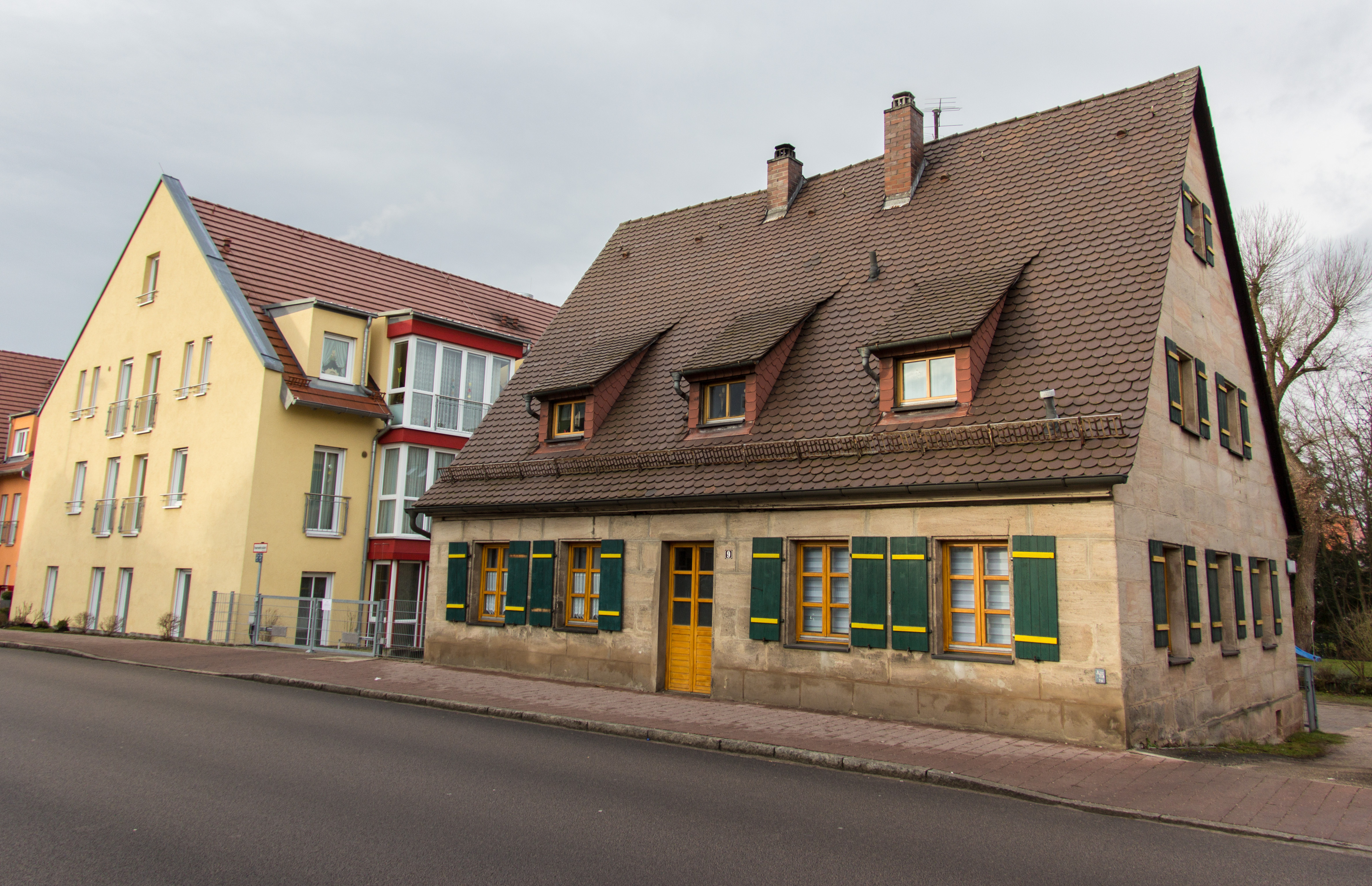
Wohnhaus Altdorfer Straße 9 in Feucht

Das Gebäude Altdorfer Straße 9 in Feucht, eine Marktgemeinde im mittelfränkischen Landkreis Nürnberger Land in Bayern, wurde in der zweiten Hälfte des 19. Jahrhunderts errichtet. Das Wohnhaus ist ein vom Bayerischen Landesamt für Denkmalpflege ausgewiesenes Baudenkmal.
Der eingeschossige Sandsteinquaderbau mit steilem Satteldach und Dachgauben hat drei zu vier Fensterachsen. Der Eingang ist mittig an der Traufseite.